# Stożek ścięty

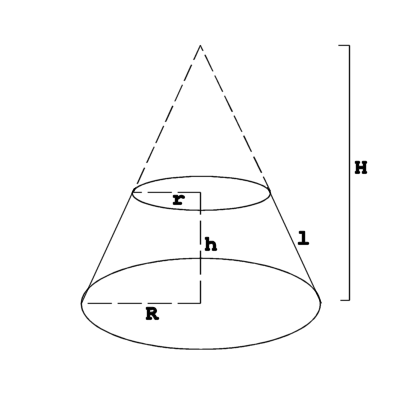
Stożek ścięty

Stożek ścięty to bryła geometryczna znajdująca się pod płaszczyzną, przecinającą stożek, równoległą do jego podstawy.

## Wzory
Niech {\displaystyle R} oraz {\displaystyle r} oznaczają promienie podstaw stożka ściętego; {\displaystyle r} – promień mniejszej podstawy, powstałej po ścięciu stożka. Wtedy prawdziwe są wzory:
Długość tworzącej:
{\displaystyle l={\sqrt {h^{2}+(R-r)^{2}}}.}
Wysokość stożka przed ścięciem:
{\displaystyle H=h+{\frac {hr}{R-r}}={\frac {hR}{R-r}}.}
Pole powierzchni bocznej:
{\displaystyle P=\pi l(R+r).}
Objętość:
{\displaystyle V={\frac {1}{3}}\pi h(R^{2}+Rr+r^{2}).}